# 당신이 섹스에 대해 알고 싶었던 모든 것
《당신이 섹스에 대해 알고 싶었던 모든 것》(영어: Everything You Always Wanted to Know About Sex* (*But Were Afraid to Ask))은 우디 앨런이 연출한 미국의 섹스 코미디 앤솔러지 영화이다. 성과 관련된 짧은 스케치 코미디 장면들을 엮어서 구성했으며, 데이비드 루번이 쓴 동명의 책에 느슨하게 바탕을 두었다.

## 줄거리
콜 포터의 Let's Misbehave 선율이 깔리는 가운데 무수한 흰토끼를 배경으로 오프닝 크레디트와 엔딩 크레디트가 흘러간다.
1. 미약은 효과가 있는가?(Do Aphrodisiacs Work?)
궁정 광대는 여왕에게 사랑의 묘약을 주는 데에는 성공하지만 여왕이 착용한 정조대에 막혀 버린다. 이 단편은 전체적으로 셰익스피어의 비극 〈햄릿〉을 참고했다.
2. 소더미란 무엇인가?(What is Sodomy?)
의사 로스는 아르메니아인 환자의 파트너를 사랑하게 된다. 그러나 이 파트너는 사람이 아니라 양이다.
3. 왜 어떤 여성은 오르가슴에 도달하지 못하는가?(Why Do Some Women Have Trouble Reaching an Orgasm?)
지나라는 여성의 고민을 소개한다. 지나의 고민은 공공장소에서만 오르가슴에 도달할 수 있다는 것이다. 이 단편에는 《카사노바》(1965), 미켈란젤로 안토니오니, 페데리코 펠리니 등 여러 이탈리아 영화를 향한 앨런의 경의가 담겨 있다.
4. 복장 도착자는 동성애자인가?(Are Transvestites Homosexuals?)
중년의 기혼 남성 샘이 여장을 시도한다.
5. 변태 성욕은 무엇인가?(What Are Sex Perverts?)
게임 쇼 〈What's My Line?〉을 패러디하였다.
6. 의사와 병원이 실행하는 성 관련 연구와 실험의 결과들은 정확한가?(Are the Findings of Doctors and Clinics Who Do Sexual Research and Experiments Accurate?)
성 연구자와 언론인이 한 연구소를 찾았다가 연구소장이 제정신이 아님을 깨닫고 실험 대상이 되기 전에 도망친다. 에드 우드의 《괴물의 신부》(1955)를 패러디하였다.
7. 사정 중에 무슨 일이 벌어지는가?(What Happens During Ejaculation?)
한 남성의 신체에서 벌어지는 여러 작용을 의인화를 하여 사정이 어떻게 이뤄지는지 소개한다.

## 출연진
- 우디 앨런
- 존 캐러딘
- 루 저코비
- 루이즈 래서
- 앤서니 퀘일
- 토니 랜들
- 린 레드그레이브
- 버트 레이놀즈
- 진 와일더
- 잭 배리
- 일레인 기프토스
- 로버트 Q. 루이스
- 헤더 맥레이
- 패멀라 메이슨
- 시드니 밀러
- 리지스 필빈
- 티토스 반디스
- 스탠리 애덤스
- 오슈처르 베레기
- 앨런 카유
- 도트 클라크
- 에린 플레밍
- 제프리 홀더
- 제이 로빈슨
- 로버트 월든
- 노먼 올던

## 기타 제작진
- 협력 제작: 잭 그로스버그
- 배역: 마빈 페이지
- 미술: 데일 헤너시